# Cesare Goffi
Cesare Goffi (Torino, 5 maggio 1920 – 20 febbraio 1995) è stato un calciatore e allenatore di calcio italiano, di ruolo portiere.
È stato attivo come giocatore per un ventennio, difendendo la porta, fra le altre, di Casale, Juventus, Padova e Catania.

## Palmarès

### Giocatore

#### Competizioni nazionali
- Coppa Italia: 1

Juventus: 1941-1942
- Campionato italiano Serie C: 1

Catania: 1948-1949 (girone D)